# Sperbertäubchen

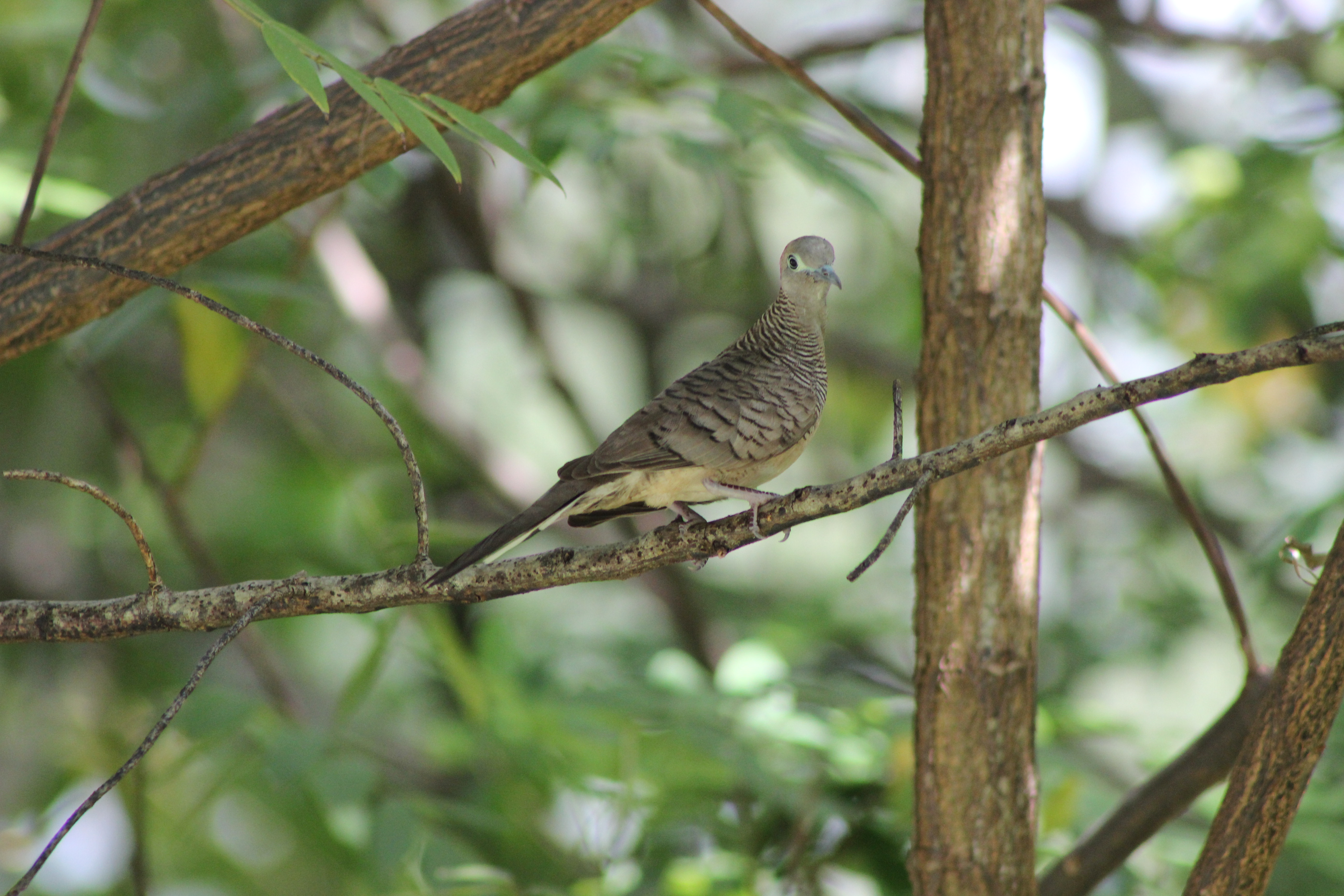
Sperbertäubchen (Weibchen) auf Mahe, Seychellen

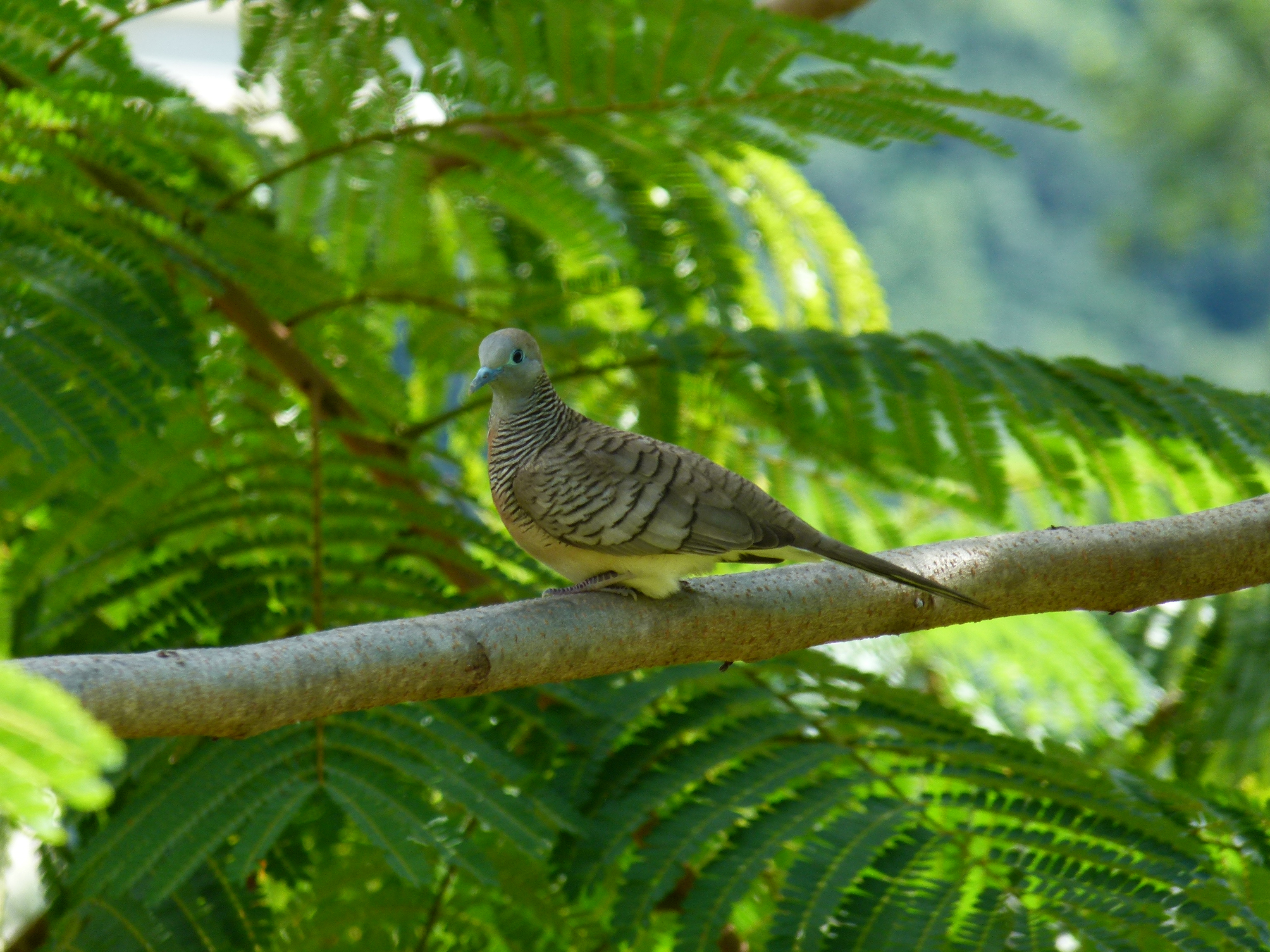
Sperbertäubchen (Männchen) auf Mahe, Seychellen (März 2016)

Das Sperbertäubchen (Geopelia striata), gelegentlich auch Zebratäubchen genannt, ist eine Art der Taubenvögel. Sie kommt in Südostasien vor und gilt als in ihrem Bestand nicht gefährdet.

## Erscheinungsbild
Das Sperbertäubchen erreicht eine Körperlänge von 21 bis 23 Zentimetern und wiegt fünfzig bis sechzig Gramm. Es ist damit etwas größer als die Diamanttaube und außerdem etwas kompakter gebaut. Es existiert kein Geschlechtsdimorphismus. Tendenziell sind die Weibchen etwas zierlicher gebaut. Der Augenring ist beim Männchen etwas ausgeprägter und breiter.
Die Körperoberseite ist hell graubraun. Die Flügeldecken sind grau. Die Federn weisen schwarze Säume auf, so dass die Art an der Körperoberseite fein gesperbert ist. Die Sperberung findet sich auch an den Halsseiten, der Brust und den Flanken. Sie fehlt dagegen auf der Brustmitte, die graurosa ist. Der Schnabel ist an der Basis bläulich und endet mit einer graubraunen Spitze. Die Iris ist hellgrau. Die Augenringe sind bläulich. Die Füße sind fleischfarben.

## Verbreitung und Lebensraum
Das Sperbertäubchen hat ein sehr großes Verbreitungsgebiet. Dieses reicht von Thailand, Burma und Malaysia über Singapur, Sumatra, Java, Bali, Lombok und Osttimor. Die Art ist außerdem im nördlichen Laos, den Philippinen, Sulawesi, Salavar, Ambon, Borneo, Mauritius und den Seychellen eingeführt. Zu den Inseln, auf denen sich das Sperbertäubchen seit seiner Einführung stark ausgebreitet hat, zählen auch Hawaii und Tahiti. Die Art kommt in ihrem Verbreitungsgebiet gewöhnlich sehr zahlreich vor. Auf Java und Bali wurde das Sperbertäubchen aber in solchen Mengen für den Handel gefangen, dass es dort mittlerweile selten ist.
Das Sperbertäubchen bewohnt offenes, mit Sträuchern und wenigen Bäumen bestandenes Gelände. Vielerorts hat sich diese Taubenart zu einem ausgesprochenen Kulturfolger entwickelt und kommt in Gärten, Parks und auf Plantagen vor. Es wird sehr zutraulich und sucht seine Nahrung häufig in großer Nähe zum Menschen.

## Verhalten
Sperbertäubchen treten meist paarweise oder in kleinen Trupps auf. Dort wo reichlich Nahrung vorhanden ist, kann es auch zu größeren Ansammlungen kommen. Die Art frisst ausschließlich auf dem Boden. Die Nahrung besteht aus Sämereien. In geringem Maße werden auch Wirbellose gefressen.
Das Gelege besteht aus zwei weißen Eiern. Die Brutzeit beträgt 13 Tage. Die Jungvögel verlassen mit einem Alter von etwa 12 Tagen das Nest. Im Jugendgefieder sind die Federsäume noch nicht sehr ausgeprägt. Sie sind insgesamt etwas bräunlicher als die adulten Tauben. Die Entwicklung des Erwachsenengefieders ist mit etwa drei Monaten abgeschlossen.

## Haltung in menschlicher Obhut
Das Sperbertäubchen ist nach der zur selben Gattung gehörenden Diamanttaube die häufigste Art der Indo-australischen Kleintauben, die in menschlicher Obhut gepflegt wird. Sie wurde bereits 1845 im Berliner Zoo gezeigt. Belegt ist eine Zucht im Jahre 1868 in Frankreich. Möglicherweise wurde aber bereits zuvor in den Niederlanden mit dieser Art gezüchtet. Die Art wurde noch bis 1998 sehr häufig nach Europa importiert.

## Belege